# Inch (Wexford)
Inch (irl. Inse Mocholmóg) – miasto w hrabstwie Wexford w Irlandii położone pomiędzy Arklow i Gorey.